# Дуглас-Гамильтон, Джордж, 10-й граф Селкирк
Полковник Джордж Найджел Дуглас-Гамильтон, 10-й граф Селкирк (англ. George Nigel Douglas-Hamilton, 10th Earl of Selkirk; 4 января 1906 — 24 ноября 1994) — британский аристократ, политик и военный, член Консервативной партии, министр в правительстве Уинстона Черчилля, Энтони Идена и Гарольда Макмиллана.

## Биография
Младший (второй) сын Альфреда Дугласа-Гамильтона, 13-го герцога Гамильтона, и Нины Бениты Пур, дочери майора Роберта Пура.
Он получил образование в Итонском университете, Баллиол-колледже, Оксфордском, Эдинбургском, Боннском, Венском и Сорбоннском университетах.
В 1935 году — член коллегии адвокатов, в 1959 году — советник королевы Великобритании.
В 1935—1940 годах — член городского совета Эдинбурга. В 1936—1939 годах — комиссар шотландского генерального контрольного совета. В 1937—1939 годах комиссар по особых районам Шотландии. В 1934—1936 годах — командир РАФ 603-й эскадрильи.
В начале Второй мировой войны он вступил в королевские ВВС. Был главным офицером разведки ВВС и личным помощником маршала авиации Хью Довдинга, который дважды упоминал его в своих донесениях командованию. В 1938 году Джордж Гамильтон получил Крест ВВС, в 1941 году стал офицером Ордена Британской империи.
В 1940 году после смерти своего отца Джордж Дуглас-Гамильтон унаследовал титул графа Селкирка и стал заседать в палате лордов. В 1945—1963 годах — пэр-председатель Шотландии. В 1953—1955 годах — генеральный казначей Великобритании, в 1955—1957 годах — канцлер герцогства Ланкастерского, первый лорд Адмиралтейства (1957—1959).
Джордж Гамильтон, граф Селкирк, был комиссаром Великобритании в Сингапуре и генеральным комиссаром в Юго-Восточной Азии в 1959—1963 годах, он также представлял Великобританию в совете Организации Договора Юго-Восточной Азии.
В 1955 году — член Тайного совета, в 1959 году был награждён Большим крестом ордена Святого Михаила и Святого Георгия. В 1963 году стал кавалером Большого креста ордена Британской империи. В 1976 году получил Орден Чертополоха.
24 ноября 1994 года 88-летний Джордж Дуглас-Гамильтон, 10-й граф Селкирк, скончался. Ему наследовал племянник Джеймс Александр Дуглас-Гамильтон.

## Семья
6 августа 1947 года Джордж Гамильтон женился на Одри Драммонд-Сале-Баркер (1903—1994), дочери Морица Драммонд-Сале-Баркер и писательницы Люси Сале-Баркер. Супруги не имели детей.